# 巴古拜
巴古拜（‎）是伊拉克迪亚拉省的首府，2003年人口约有467,900人。2006年至2013年间为伊斯兰国实际行政中心。